# 梅尔肯多夫 (巴伐利亚州)
梅尔肯多夫（德語：Merkendorf，發音：[ˈmɛʁkn̩ˌdɔʁf] ⓘ）是德国巴伐利亚州中弗兰肯行政区安斯巴赫县的城市，面积26.07平方千米，2023年12月31日人口为3,083人。